# Загульський Михайло Миколайович
Ми́хайло Миколайович Загу́льський (10 серпня 1960, с. Підлисся Золочівський район, Львівська область — 27 січня 2002, м. Львів) — український науковець, кандидат біологічних наук, ботанік-орхідолог.

## Біографія
Народився 10 серпня 1960 року в родині службовців — головного бухгалтера колгоспу імені І. Мічуріна с. Теребежі Миколи Михайловича та завідувачки виробництвом Буського молокозаводу Ярослави Петрівни Загульських.
Навчався в Олеській середній загальноосвітній школі № 1, після закінчення якої 1977 року вступає на біологічний факультет Львівського державного університет імені Івана Франка. У 1982 році завершив навчання та залишився працювати в університеті інженером кафедри морфології, систематики і фізіології рослин (після реорганізації у 1982 році — кафедра ботаніки). Навчався в аспірантурі Львівської філії Інституту ботаніки імені М. Г. Холодного НАН України, науковим керівником був академік НАНУ, доктор біологічних наук, професор Михайло Голубець. У 1995 році захистив дисертацію на тему: «Хорологія, структура популяцій та охорона орхідних (Orchidaceae Juss.) західних регіонів України» та здобув науковий ступінь кандидата біологічних наук.
З ініціативи Михайла Загульського 1992 року у Львівському університеті імені І. Франка був створений науковий підрозділ «Гербарій» при кафедрі ботаніки, де Михайло працював старшим науковим співробітником, а з 1999 року — куратором Гербарію LW. Розуміючи всю цінність найстарішого в Україні гербарію, Михайло багато зробив для піднесення його статусу як в Україні, так і в Європі, для організації збереження й опрацювання гербарних матеріалів, дослідження історії становлення гербарію LW. Опублікував низку наукових розвідок про життя та діяльність галицьких ботаніків, зокрема Б. Блоцького, О. Волощака, А. Ремана.
Спільно з австрійськими вченими описав новий для Східних Карпат палеоендемічний вид Nigritella carpatica (Zapał.) Teppner, Klein et Zagulski. Був одним з ініціаторів створення Яворівського національного природного парку, вивчав його флору. За його участі створено 20 нових заказників та пам'яток природи. Був невтомним дослідником флори. Ще зі студентських років з весни до пізньої осені проводив час у ботанічних експедиціях, зібрав близько 6 тис. гербарних зразків, з них понад тисячу — орхідних. Дублети його гербарних зразків можна бачити в інших гербаріях України, а також Польщі, Росії. У батьківській хаті в с. Підлисся створив базу ботанічних досліджень Північного Поділля, яку охоче відвідували відомі українські та закордонні вчені, а також аспіранти і студенти.
Михайло Загульський — організатор Українського товариства охорони орхідей (1997) і видання вісника товариства «Любка–Platanthera» (1997, 1998).
Михайло Загульський є автором понад 90 наукових публікацій з питань видового складу, поширення та стану популяцій орхідних на заході України, охорони рослинного світу, історії ботаніки, гербарної справи.
Трагічно загинув 27 січня 2002 року у Львові, похований на цвинтарі в Олеську.
Михайло Миколайович був дуже талановитою людиною. Він умів захопити своїми ідеями, організувати студентів і колег для вивчення флори, зокрема дослідження орхідей. Був членом підкомісії з ботаніки Національної комісії з питань Червоної книги, членом науково-технічної ради Яворівського національного природного парку, у 1999—2000 роках керівником ботанічної групи експертів Міжнародного польсько-українсько-білоруського проєкту «Екологічний коридор долини Західного Бугу: стан, загрози, збереження», який підтримував IUCN (Міжнародний союз охорони природи та природних ресурсів), членом Українського ботанічного товариства, наукового товариства імені Шевченка, Європейської комісії з орхідей, Українського товариства охорони природи, Карпатського Товариства.

## Публікації
- Загульський М. Про структуру ценопопуляцій орхідних Українських Карпат / М. М. Загульський // Вісник Львівського університету. — Серія біологія — 1987. — Вип. 17.
- Загульський М. Місцезростання орхідних у Вороняках (Волино-Поділля, УРСР) / М. М. Загульський // УБОЖ. — 1989. — Т. 47. — № 3.
- Zahulskyy М. М. Nigritella carpatica (Orchidaceae-Orchideae) — ein reliktendemit der Ost-Karpaten. Taxonomie, Vebreitung, Karyologie und Embriologie / М. Zahulskyy // Phyton. — 1994. — Bd. 34. — № 2. — Р. 169—187 (нім.)
- Загульський М.  Поширення та созологічна оцінка орхідних (Orchidaceae Juss.) Українського Розточчя / М. М. Загульський // Праці НТШ. — Серія Екологія. — Львів, 2001.